# Corrado de Concini
Corrado de Concini (Roma, 28 de julho de 1949) é um matemático italiano, que trabalha com geometria algébrica, grupos quânticos, teoria dos invariantes e física matemática.

## Vida e obra
De Concini obteve o diploma em matemática em 1971 na Universidade de Roma "La Sapienza" e um Ph.D. em 1975 na Universidade de Warwick, orientado por George Lusztig, com a tese The mod-2 Cohomology of the orthogonal groups over a finite field. Em 1975 foi lecturer (professore incaricato) na Universidade de Salerno, e em 1976 professor associado na Universidade de Pisa. Em 1981 foi para a Universidade de Roma "La Sapienza", onde em 1983 foi professor de álgebra superior. De 1988 a 1996 foi professor na Escola Normal Superior de Pisa, e a partir de 1996 foi professor na Universidade de Roma "La Sapienza".
De 2003 a 2007 foi presidente do Istituto Nazionale di Alta Matematica Francesco Severi.
Foi palestrante convidado do Congresso Internacional de Matemáticos em Berkeley, Califórnia (1986: Equivariant embeddings of homogeneous spaces). Em 1992 apresentou uma palestra plenária no primeiro Congresso Europeu de Matemática em Paris (Representations of quantum groups at roots of 1). Recebeu o Prêmio Renato Caccioppoli de 1986. Em 1993 foi eleito membro correspondente e em 2009 membro pleno da Academia Nacional dos Linces.

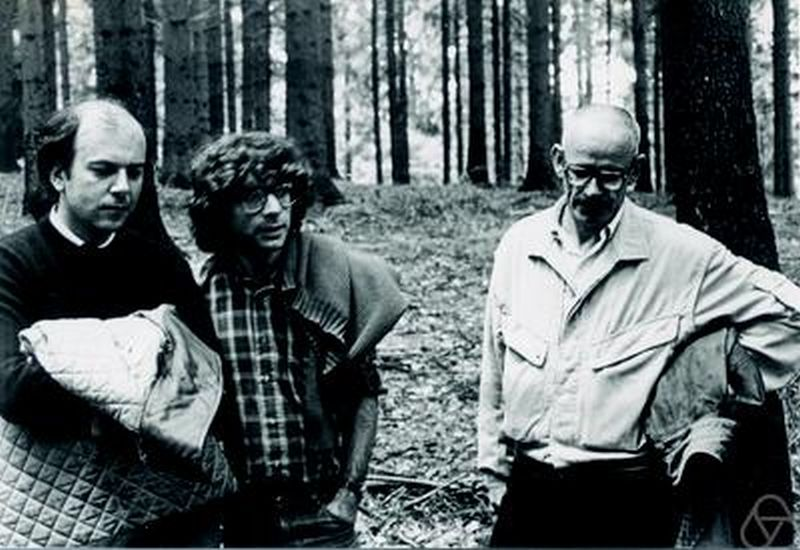
De Concini (esquerda) no Instituto de Pesquisas Matemáticas de Oberwolfach em 1984 com Eugene Trubowitz e Francesco Calogero

## Obras
- com Claudio Procesi: Topics in Hyperplane Arrangements, Polytopes and Box-Splines, Springer, 2010.
- com Claudio Procesi: Quantum groups, in: D-modules, representation theory, and quantum groups (Venice, 1992), 31–140, Lecture Notes in Math., vol. 1565, Springer, Berlim, 1993.